# Eisberg-Transportkosten
In wirtschaftswissenschaftlichen Modellen dienen Eisberg-Transportkosten als eine vereinfachte Darstellung von Transportkosten im sogenannten Krugman-Modell. Dabei wird angenommen, dass nur ein Teil der Agrargüter bzw. Industriegüter am Ziel ankommt. Analog zu einem Eisberg, der bei einem Transport langsam schmelzen würde und so einen Teil seiner Masse einbüßt, geht so ein Teil der Güter verloren und „verschwindet“. Damit eine bestimmte Menge des Gutes am Zielort ankommt, muss demnach zusätzlich zu dieser Menge des Gutes noch der Teil produziert werden, der unterwegs verloren geht.
Je weiter ein Gut transportiert wird, desto größer der Verlust und desto teurer der Transport.
Der Vorteil dieser Vereinfachung ist, dass die mathematische Formulierung vereinfacht wird und Kosten direkt in den Einheiten des zu transportierenden Gutes angegeben werden können, ohne noch Preise in das Modell einbinden zu müssen.
Das Konzept wurde von Paul Samuelson in einem Aufsatz von 1954 geprägt, bildet aber auch die Grundlage von aktuellen wirtschaftswissenschaftlichen Modellen, die Transportkosten einbeziehen, wie beispielsweise in der Neuen Ökonomischen Geographie.
In einigen Fällen gibt es auch in der Realität Transportkosten, die dem Eisberg-Modell folgen:
- Ein Getränkehersteller soll an ein im Ausland befindliches Auslieferungslager 500 Paletten Saft liefern. Der Fuhrunternehmer erhält für seine Leistung 1/6 der Ware. In diesem Fall sind also 100 Paletten Saft extra zu produzieren, um das Liefermaß zu erfüllen.

- Pumpen an Gaspipelines werden häufig direkt mit Gas betrieben, das der Pipeline selbst entnommen wird. Es muss also mehr Gas in die Pipeline eingespeist werden, als beim Kunden ankommt.

Allerdings werden auch in diesen Fällen die Transportkosten betriebswirtschaftlich in der Regel getrennt vom Wert des Transportgutes erfasst.